# Salah ad Din
Salah ad Din (arabisk: محافظة صلاح الدين) er en irakisk provins nord for Bagdad. Provinsen har et areal på 24.751 km² med 1.337.786(2009) indbyggere.
Det administrative hovedsæde i provinsen er byen Tikrit med 105.700(2015) indbyggere. Den største by i provinsen er Samarra med 140.400(2015) indbyggere 
Før 1976 var provinsen en del af Bagdad. 